# Lepidonotus sagamianus
Lepidonotus sagamianus är en ringmaskart som först beskrevs av Izuka 1912.  Lepidonotus sagamianus ingår i släktet Lepidonotus och familjen Polynoidae. Inga underarter finns listade i Catalogue of Life.